# Museum Huber-Hus

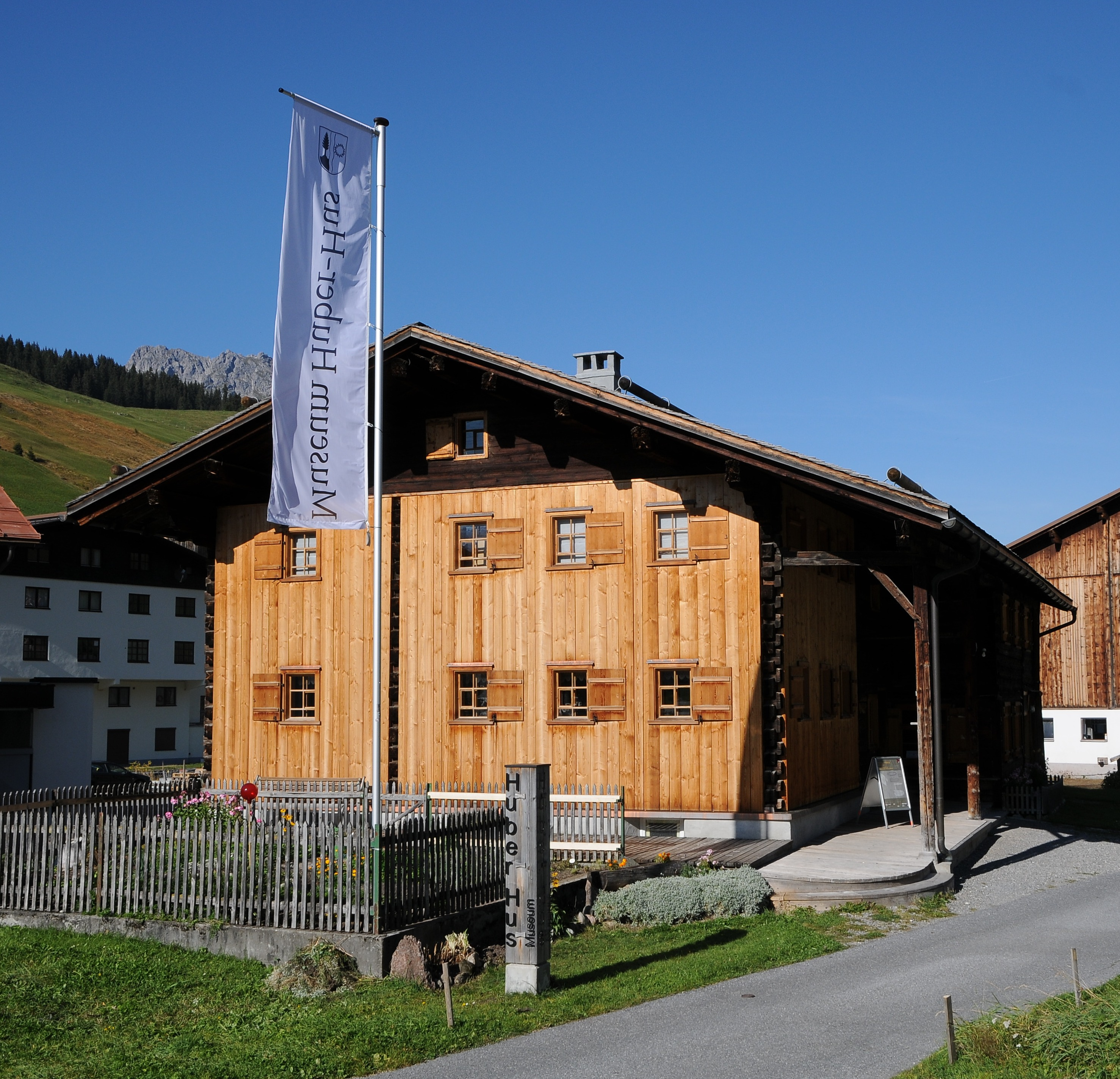
Huber-Hus (2011)

Das Huber-Hus in Lech wurde im ausgehenden 16. Jahrhundert erbaut. Seit 2005 ist das Haus als Museum zugänglich und vermittelt seinen Besuchern in den Schauräumen der Dauerausstellung Einblicke in die bäuerliche Wohn- und Arbeitskultur. Neben der Dauerausstellung finden jährlich wechselnde Sonderausstellungen statt. Das Huber-Hus beherbergt zudem das historische Archiv der Gemeinde Lech sowie eine Bibliothek, die kulturhistorisch für Lech und die Region Arlberg relevante Publikationen enthält.

## Entstehungsgeschichte – vom Wohnhaus zum Museum
Das Huber-Hus wurde laut dendrochronologischer Untersuchung des Holzes auf das Jahr 1590 datiert. Eindeutige Quellen darüber wer die Erbauer des Hauses waren, gibt es nicht. Man kann jedoch davon ausgehen, dass die Familie Fritz das Haus erbaute. Womöglich war es das Ehepaar Thoma Fritz und Agatha Strolz, die das spätere „Huber-Haus“ als erste bewohnten. Zu Beginn des 19. Jahrhunderts gelangte das Haus in Besitz der Anna Katharina Fritz, welche sich mit Josef Huber verehelichte. Seither stand das Huber-Hus im Eigentum der Familie Huber und trägt deshalb auch seinen Namen. Die letzten Bewohner des Hauses waren die Brüder Emil, Otto und Hugo Huber, die gemeinsam mit ihrer Haushälterin Maria Konzett-Pircher das Haus bewohnten. Nachdem die drei Brüder ohne Nachkommen waren, verkauften Emil und Otto Huber das Huber-Haus Anfang der 1980er Jahre an die Gemeinde Lech, um die bäuerliche Wohnkultur für die Nachwelt zu erhalten und aus dem Haus ein Museum zu machen. Seit damals steht das Huber-Haus auch unter Denkmalschutz. Nachdem der letzte der drei Brüder Otto im Jahr 1996 verstarb, bewohnte Maria Konzett noch bis 2000 das Haus. Im Jahr 2004 begann die Gemeinde Lech gemeinsam mit dem Bundesdenkmalamt Bregenz mit den Renovierungs- und Restaurierungsarbeiten des Hauses. Seit Dezember 2005 steht das Huber-Haus als Museum für Besucher offen.

## Das Haus – die Wohnräume der Familie Huber
Den historisch ältesten Kern des Hauses bildet die Küche, die dem Besucher einen Ausschnitt der Küchensituation des 16. Jahrhunderts vermittelt. Im Zuge der Restaurierungsmaßnahmen entdeckten Mitarbeiter des Bauhofs der Gemeinde Lech 2004 erstmals den Steinboden in der Küche, der auf die erste Bauphase des Hauses zurückgeht. Neben der Küche liegt südseitig die Wohnstube, die eine Wohnsituation über mehrere Jahrhunderte präsentiert. Das älteste Stück ist der Stubentisch, der sich besonders durch seine Einlegearbeiten und die Schiefertafel hervorhebt. Er trägt die Initialen des Benedikt Fritz und stammt aus dem Jahr 1792. Von der Stube aus gelangt man in die Nebenkammer – das Schlafzimmer der Eltern. Sehenswert ist auch die Küferwerkstätte des Hauses. Seit dem späten 17. Jahrhundert stellten hier Mitglieder der Familie die verschiedensten Holzgefäße zur Aufbewahrung von Milchprodukten her. Ursprünglich befand sich an der Stelle der Werkstätte ein Stall für Ziegen, Schafe und Schweine.

## Die Sonderausstellungen
Im Wechselausstellungsbereich werden kultur-, sozial- und wirtschaftshistorische Themen der Orts- und Regionalgeschichte von Lech und Umgebung behandelt.
- 2005/06: Eröffnungsausstellung zur Haus- und Familiengeschichte
- 2007: Walther Flaig. Ein Vermächtnis zur Skigeschichte am Arlberg
- 2007/08: Kästle. Geschichte einer Skimarke
- 2008/09: Gemeinde Lech 1808 bis 2008. Ein Querschnitt aus 200 Jahren Gemeindegeschichte
- 2009: Schnee. Rohstoff der Kunst (in Kooperation mit dem Vorarlberger Landesmuseum)
- 2009/10: Daisy Hoch – Winter
- 2010: Walser Menschenbilder – eine Familiengalerie
- 2010/11: Lech & Zürs am Arlberg 1920–1940. Zwischen Tradition und Moderne. Architektur-Technik-Kunst-Grafik-Fotografie-Film
- 2011: Spindel, Strom & Düsenski. Das Technologieland Vorarlberg im Wandel der Zeit
- 2011/12: blütezeit. malerisch in die Welt der Pflanzen eintauchen. Eine Ausstellung der „unartigen Bäuerinnen“ und Lecherinnen
- 2012/13: Wer oder was ist ein Walser?
- 2013/14: Esskultur und Tischgespräche
- 2014/15: Arlberg. Pass – Region – Marke
- 2016/17: Sterbstund
- 2017/18: Gehen am Berg
- 2018/19: SPUREN. Die Ausstellung zur Skikultur
- 2019/20: THE SOUND OF LECH. Der Klang eines Ortes
- 2021–2023: FESCH! Mode für den Schnee
- 2023/2024: BLITZBLANK! Vom Putzen – innen, außen, überall[5]